# 潘庭堅
潘庭坚（?—?），字叔闻，安徽馬鞍山当涂人，明朝初期政治人物。
元朝末年是富阳教谕。至正十五年（1355年）六月，朱元璋在太平駐軍時，陶安推薦庭坚為“帅府教授”。由於潘庭坚謹慎，被朱元璋所称許。攻下集慶後，擢拔為中書省博士。洪武四年復召至，主會試，陈迪是他的學生。有子潘黼。